# Lövkoja
Lövkoja är en trädgårdsväxt som omfattar olika kulturformer av Matthiola incana, av familjen Korsblommiga växter.
Huvudarten, som förekommer i Medelhavsländerna, är en örtartad eller halvt vedartad, en- till flerårig växt med enkel eller svagt grenig stam, smala och helbräddade, vanligen grågröna blad och starkt välluktande, ofta fyllda blommor, vanligen av röd eller vit färg.
Sommarlövkoja kallar man de typer, som efter sådd på våren blommar under sommaren. För odling i rabatter använder man helst remonterade former med lägre växtsätt, till snitt däremot höga så kallade Excelsiorlövkojor med stora, långskaftade blomställningar. Höstlövkoja hinner inte blomma förrän på senhösten och odlas därför helst i växthus eller inomhus. Vinterlövkoja blommar först omkring ett år efter sådden och passar bäst för odling i svala växthus över vintern. En snarlik variant är Nizzalövkoja, en för odling i växthus ofta använd, högvuxen rikt förgrenad typ.